# 皮涅里纽-杜瓦利
皮涅里纽-杜瓦利是巴西南大河州的一个市镇。总面积105.344平方公里，总人口4411人，人口密度41.9人/平方公里。